# Hiroaki Kunitake
Hiroaki Kunitake (ur. 10 lutego 2002) – japoński snowboardzista, specjalizujący się w slopestyle'u i big air. Po raz pierwszy na arenie międzynarodowej pojawił się 8 marca 2016 roku w miejscowości Katashina, gdzie w zawodach FIS Race zajął 10. miejsce w slopestyle'u. W zawodach w Pucharu Świata zadebiutował 4 września 2017 roku w Cardronie, zajmując 19. miejsce w tej samej konkurencji. Tym samym już w swoim debiucie wywalczył pierwsze punkty. Na podium zawodów tego cyklu pierwszy raz stanął 12 stycznia 2018 roku w Snowmass, kończąc rywalizację w slopestyle'u na drugiej pozycji. W zawodach tych rozdzielił Redmonda Gerarda z USA i Tiarna Collinsa z Nowej Zelandii. W 2018 roku wystąpił na igrzyskach olimpijskich w Pjongczangu, gdzie zajął 26. miejsce w slopestyle'u i 33. miejsce w big air. Rok później, na mistrzostwach świata w Park City zajął 4. pozycję w slopestyle'u.

## Osiągnięcia

### Igrzyska olimpijskie
| Miejsce | Dzień     | Rok  | Miejscowość | Konkurencja | Zwycięzca         |
| ------- | --------- | ---- | ----------- | ----------- | ----------------- |
| 26.     | 11 lutego | 2018 | Pjongczang  | Slopestyle  | Redmond Gerard    |
| 33.     | 24 lutego | 2018 | Pjongczang  | Big air     | Sebastien Toutant |

### Mistrzostwa świata
| Miejsce | Dzień    | Rok  | Miejscowość | Konkurencja | Zwycięzca        |
| ------- | -------- | ---- | ----------- | ----------- | ---------------- |
| 4.      | 9 lutego | 2019 | Park City   | Slopestyle  | Chris Corning    |
| 8.      | 12 marca | 2021 | Aspen       | Slopestyle  | Marcus Kleveland |
| 43.     | 16 marca | 2021 | Aspen       | Big air     | Mark McMorris    |

### Puchar Świata

#### Miejsca w klasyfikacji generalnej AFU
- sezon 2017/2018: 6.
- sezon 2018/2019: 13.
- sezon 2019/2020: 22.
- sezon 2020/2021: 15.

#### Miejsca na podium w zawodach
1. Snowmass – 12 stycznia 2018 (slopestyle) - 2. miejsce
2. Kreischberg – 12 stycznia 2019 (slopestyle) - 3. miejsce
3. Seiser Alm – 23 stycznia 2020 (slopestyle) - 3. miejsce